# Samara Felippo
Samara Felippo Santana (Río de Janeiro, 6 de octubre de 1978) es una actriz brasileña.

## Comienzos
En 1997 participó en el marco de “estrella por un día”, el programa de Domingão do Faustão. Su prueba era una escena nueva versión del carácter de Nívea Stelmann en la telenovela A Indomada.
Su desempeño fue considerado excelente y pudo participar en los logros de otra industria de las telenovelas de la estación. 
Ese año, Samara hizo su debut en una novela de Rede Globo, Ángel malvado donde era “Simone”. 
En 2003, trabajó en la telenovela Chocolate con pimienta. Donde hacía el papel de amiga de la protagonista, ella era “Celina”
En 2007 también interpretó otro papel de villana en la telenovela Siete pecados donde era “Simone”.

## Filmografía

### Televisión
| Año  | Título                         | Personaje                   |
| ---- | ------------------------------ | --------------------------- |
| 1996 | Caza Talentos                  | Gabriela                    |
| 1997 | Ángel malvado                  | Simone Garcia               |
| 1998 | Mi buen querer                 | Baby Amoedo                 |
| 1999 | Suave veneno                   | Gilvânia                    |
| 2001 | El clon                        | Enamorada de Diogo          |
| 2003 | La casa de las siete mujeres   | Mariana                     |
| 2003 | Chocolate con pimienta         | Celina Costa Andrade        |
| 2004 | El color del pecado            | Greta Bazárov               |
| 2005 | América                        | Maria Odete "Detinha"       |
| 2006 | JK                             | Maria Estela Kubitschek     |
| 2006 | Minha Nada Mole Vida           | Cynthia Valéria             |
| 2006 | El profeta                     | Wandinha                    |
| 2007 | Siete pecados                  | Simone Duarte Lisboa        |
| 2010 | S.O.S Emergência               | Silmara                     |
| 2012 | Dercy de Verdade               | Maria Decimar Martins Senra |
| 2013 | José de Egipto                 | Dina (2ª fase)              |
| 2014 | El Cazador                     | Paulita Tsunami             |
| 2015 | Moisés y los diez mandamientos | Jocabed (1ª fase)           |
| 2017 | Apocalipsis                    | Natália Menezes Peixoto     |
| 2019 | Topíssima                      | Thaís Bevilacqua            |

### Cine
| Año  | Título                             | Personaje                 |
| ---- | ---------------------------------- | ------------------------- |
| 2004 | Concerto Campestre                 | Clara Victória            |
| 2006 | O Dono do Mar                      | Maria Quertibe            |
| 2016 | Los Diez Mandamientos: La Película | Jocabed (1ª fase)         |
| 2021 | Fazendo meu Filme                  | Cristiana (Madre de Fani) |

### Teatro
| Año  | Título                            | Personaje      |
| ---- | --------------------------------- | -------------- |
| 1998 | El guaraní                        | Ceci           |
| 2000 | Comunhão de Bens                  | Nice           |
| 2006 | A Frente Fria que a Chuva Traz    | Fabi           |
| 2007 | Êxtase                            | Cacau          |
| 2008 | Intenções Perigosas               | Catarina       |
| 2011 | Hamlet                            | Ofelia         |
| 2011 | Mulheres Alteradas                | Lisa           |
| 2013 | Orgulhosa Demais, Frágil Demais   | Marilyn Monroe |
| 2019 | Mulheres Que Nascem Com os Filhos | Diversos       |

### Doblajes
| Año  | Título       | Voz     |
| ---- | ------------ | ------- |
| 2007 | Ratatouille' | Colette |